# Klaas Akkermans
Klaas Akkermans (31 december 1965 – 15 juni 2007) was een Nederlands bassist, koordirigent, muziekdocent, songwriter, arrangeur en muziekproducent. Hij was eigenaar van Studio Digit in Buitenpost. Als bassist werkte hij veel samen met Peter Kiel, Arjan Kiel en Andries van Wieren.

## Bands
Klaas Akkermans was door de jaren onder andere actief in:
- Water (gospelrock)
- Party Band (feesten en partijen)
- Tinseltown Rebellion (progrock)
- Cotton Green (folk)
- Poldermodel (nederpop)